# Sigismondo Pandolfo Malatesta
Sigismondo Pandolfo Malatesta, italijanski kondotjer, * 19. junij 1417, Brescia, † 7. oktober 1468.
1. 1 2 3  Falcioni A. Dizionario Biografico degli Italiani — 2007. — Vol. 68.